# Kerstin Müller (politique)
Kerstin Müller (Siegen, 13 novembre 1963) est une femme politique allemande. 